# Villa Müller-Schall
Die Villa Müller-Schall in Bremen-Schwachhausen, Hollerallee 75 / Parkstraße 107, stammt von 1902.
Das Gebäude wird seit 1993 von der Bremischen Evangelischen Kirche als forum Kirche genutzt.
Das Gebäude steht seit 1979 unter Bremischem Denkmalschutz.

## Geschichte

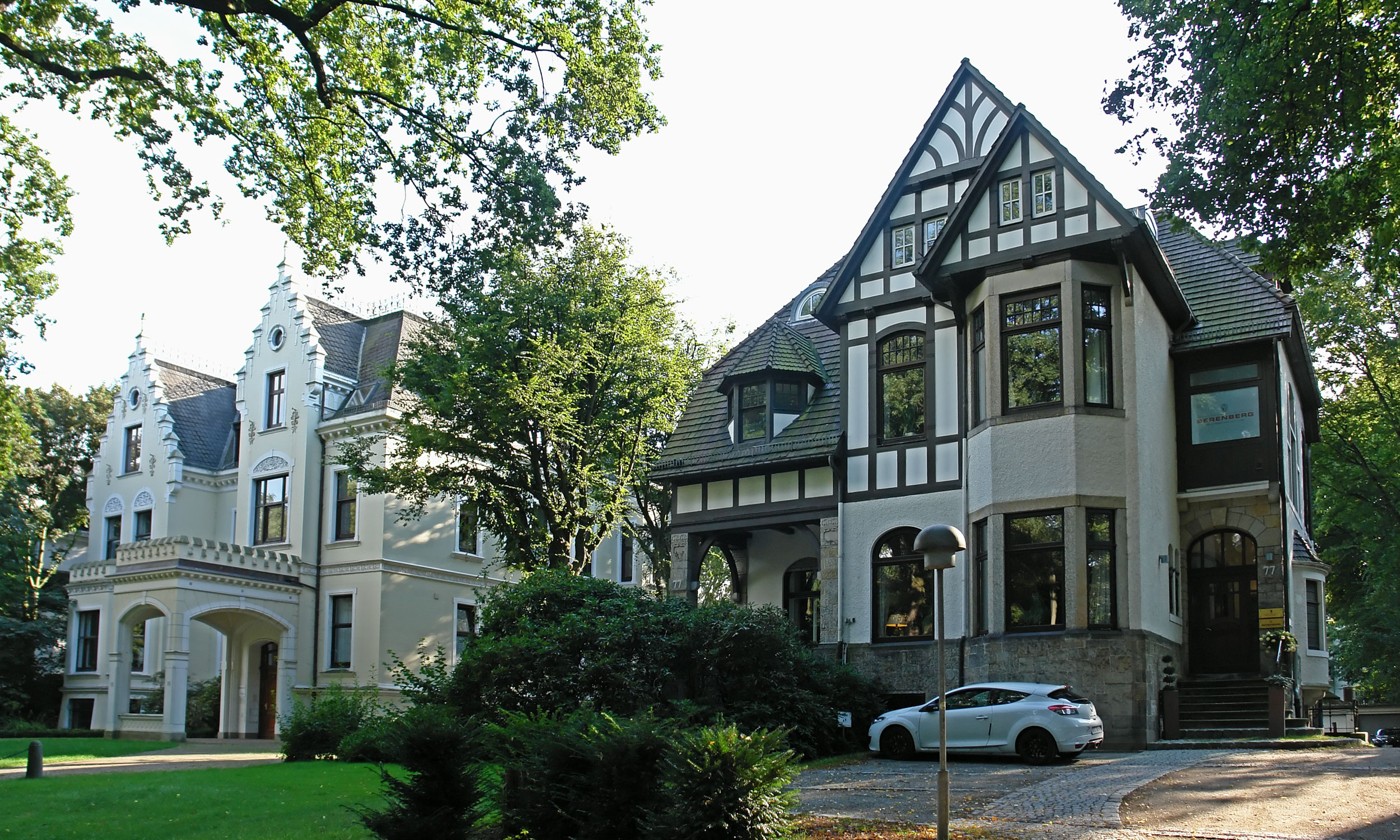
Wohnhausgruppe Hollerallee 75 (links) + 77

Das zweigeschossige verputzte historisierende Gebäude mit 538 m² Wohnfläche, Satteldach, den beiden prägenden Risaliten mit Treppengiebeln und der Freitreppe vor der Veranda wurde 1902 im Stil der Neorenaissance nach Plänen von Fritz Dunkel (Bremen) für den Kaufmann und Bankier Johann Friedrich Müller-Schall (1846–1929) nach dessen Rückkehr aus New York gebaut. Der Balkon mit seinen Zinnen über der Kutschenvorfahrt hat keinen praktischen Zweck, bis heute fehlt ein Zugang.
Arthur Fitger übernahm die künstlerische Ausgestaltung der Eingangshalle mit dem Deckengemälde und einem Fries, der den Osterspaziergang aus Goethes Faust illustriert. Das Gemälde im Kaiser- und Senatszimmer ist evtl. auch von Fitger. Zu nennen sind in verschiedenen Stilen auch das Kaminzimmer, die Treppe bei der Halle, der Speiseaufzug und Lift, der Billardraum und der Kachelfries im Keller im Jugendstil. Mehrere Dienstboten sowie Köchin, Hauslehrerin, Gärtner und Kutscher waren beschäftigt.
Bis 1930 wohnte die Familie in dem Haus. Nach einem Leerstand war hier ab 1934 der Sitz der Gruppe Nordsee der nationalsozialistischen Sturmabteilung (SA).
Bis 1956 war das Gebäude in Familienbesitz. 1945 zog hier als Mieter die Wollimportfirma Fuhrmann & Co ein. Sie war ab 1956 Eigentümerin der Liegenschaft. Firmenchef Henry S. Thomas stattete die Räume neu aus u. a. mit mobilen Zwischenwänden. Er hatte sein Büro im Elternschlafzimmer. Im Haus und in einer Holzbaracke im Garten war Platz für die über 50 Angestellten. 1991 stellte die Firma den Betrieb ein. Die Bremische Evangelische Kirche kaufte das Haus und baute es für ihre Dienstleistungen als forum Kirche mit fünf Seminarräumen bis 1993 um. Eine Kantine entstand im Luftschutzbunker. Im Haus sind das Evangelische Bildungswerk, das Landesjugendpfarramt und die Medienzentrale der BEK.
Das Haus gehört zum denkmalgeschützten Ensemble Kaiser-Friedrich-Platz in der Wohnhausgruppe Hollerallee.
Dunkel plante in Bremen u. a. viele mehrgeschossige Wohnhäuser wie die Wohnhausgruppe Besselstraße, in der Wohnhausgruppe Herderstraße die Nr. 92, die Villen Büsing, Frerichs, Fritze, Hirschfeld, Lampe, Plump, zwei am Osterdeich 29/30, Wätjen, Wolde.